# سحابة صيف (مسلسل)
سحابة صيف،  مسلسل اجتماعي معاصر، يعالج معاناة المهجرين من الفلسطينيين والعراقيين وأهل الجولان، والذين يسكنون جميعاً مع أهالي دمشق والمحافظات في مناطق المخالفات والسكن العشوائي. ويصور المسلسل همومهم ومعاناتهم إضافة إلى تعاونهم.
يعرض المسلسل لبعض النماذج السلبية التي تستغل الظروف السيئة لهؤلاء المنكوبين ولكنها تلقى جزاءها في النهاية، كما يكشف المسلسل حالات الفساد في مكاتب السفر والسياحة وشركة الطيران وبالأخص من قبل بعض الانتهازيين فيها.